# Baureihe 411 en 415

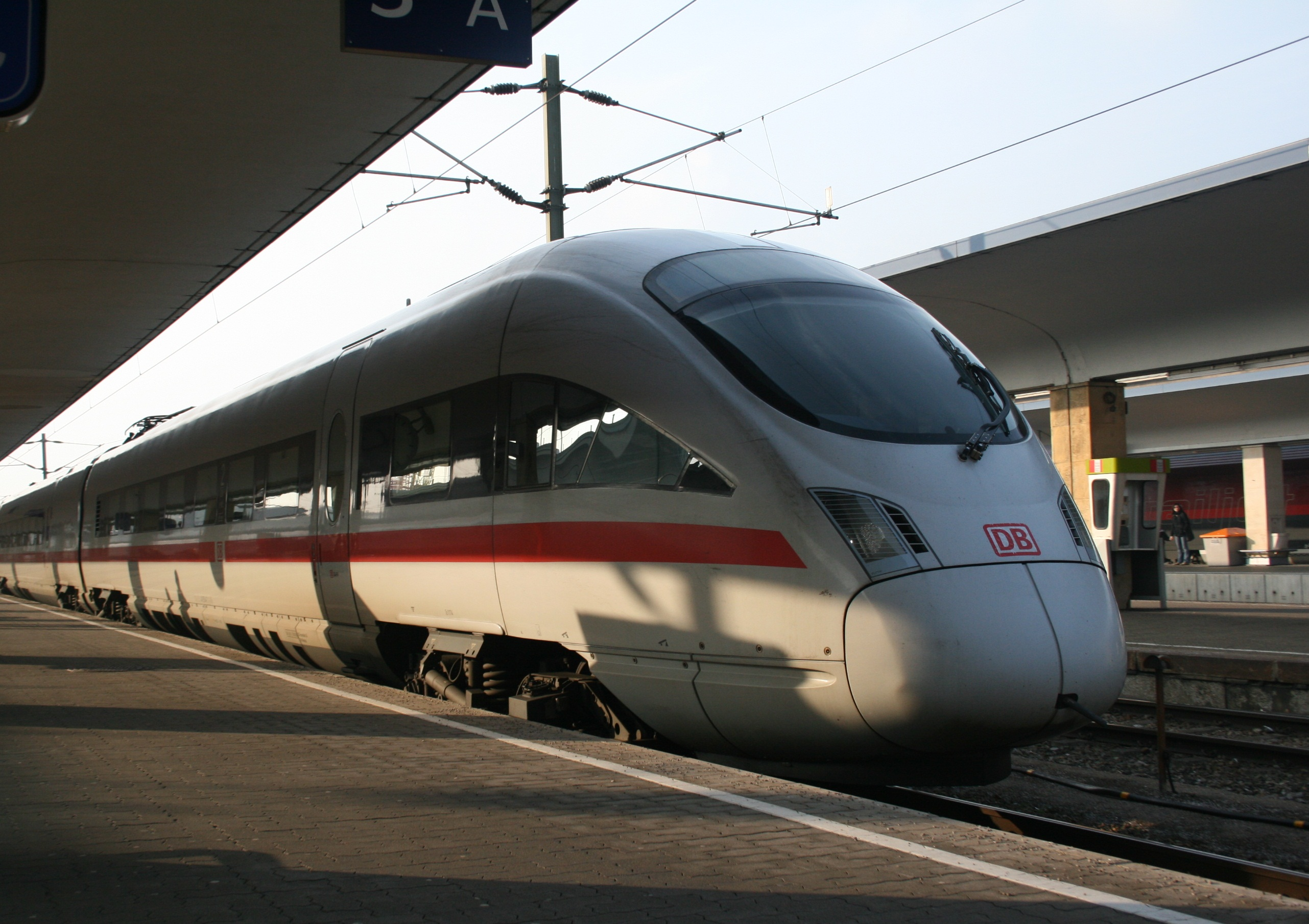
ICE-T in Wien Westbahnhof

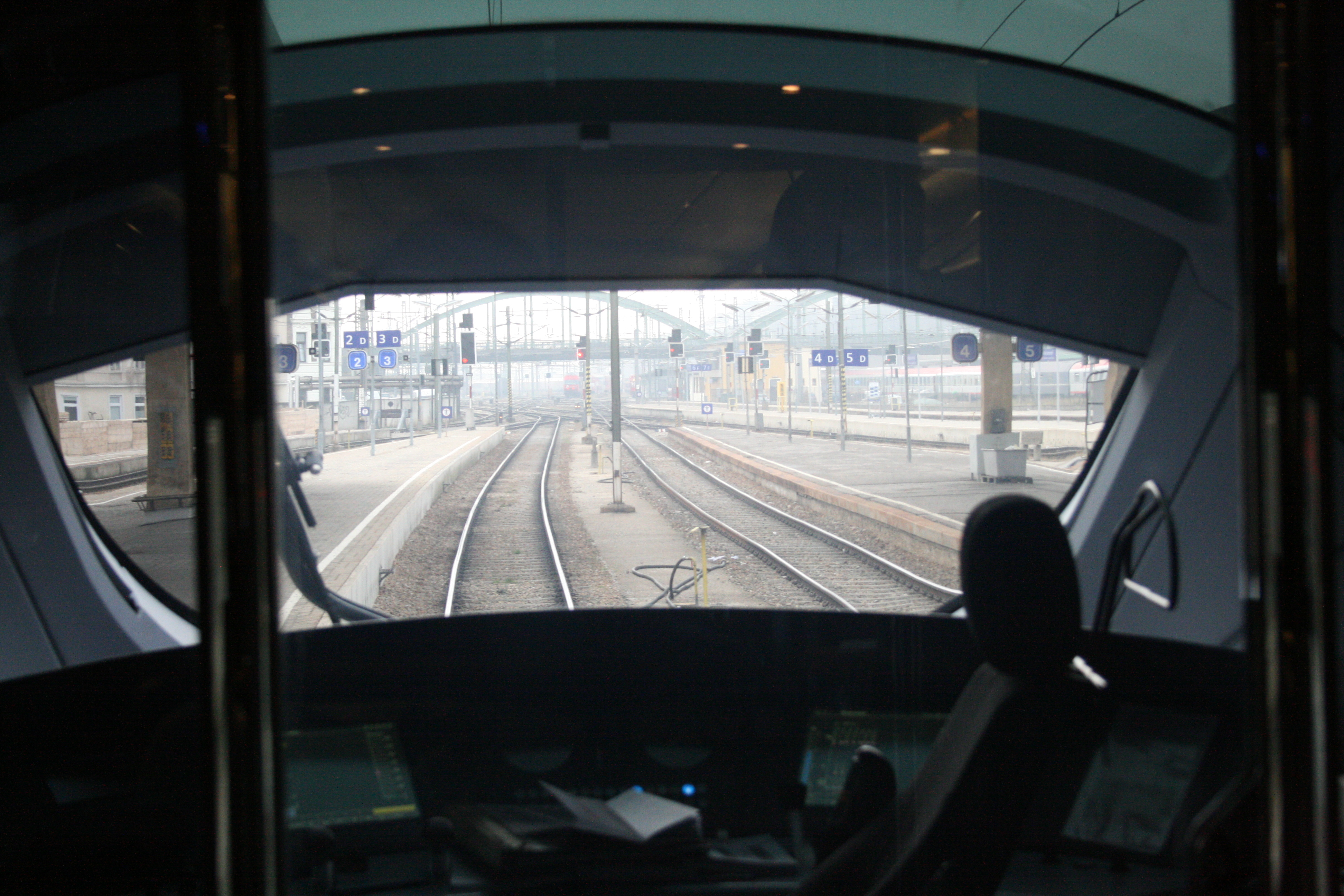
ICE-T bestuurderscabine

De Baureihe 411 en 415,  ook wel Intercity Express of ICE-T genoemd, zijn zeven- en vijfdelige elektrische treinstellen uitgerust met kantelbaktechniek voor het langeafstandspersonenvervoer van de DB Fernverkehr.

## Geschiedenis
Het ontwerp werd in 1994 uit een wedstrijd voor snelle treinen gekozen. Het ontwerp moest worden aangepast voor een andere aandrijving. De treinen werden ontwikkeld door het DB Forschungs- und Technologiezentrum München.
De treinen werden in juli 1996 door Deutsche Bahn (DB) besteld bij het consortium Siemens Mobility, Uerdingen en DWA AG, Bautzen.

### Nummers
De BR 411's, zevendelige treinen, zijn als volgt samengesteld:

#### BR 411, 1e Serie
- Tz1101: 411 001 + 411 101 + 411 201 + 411 801 + 411 701 + 411 601 + 411 501

tot en met
- Tz1119: 411 019 + 411 119 + 411 219 + 411 819 + 411 719 + 411 619 + 411 519

In 2006 zijn de kopwagens van de tz1120-1124 gewisseld met de kopwagens van de tz1580-1584. Hierdoor werden de volgende samenstellingen verkregen:
- Tz1120:  411 020 + 411 120 + 411 220 + 411 820 + 411 720 + 411 620 + 411 520

tot en met
- Tz1124:  411 024 + 411 124 + 411 224 + 411 824 + 411 724 + 411 624 + 411 524
- Tz1125: 411 025 + 411 125 + 411 225 + 411 825 + 411 725 + 411 625 + 411 525

tot en met
- Tz1129: 411 029 + 411 129 + 411 229 + 411 829 + 411 729 + 411 629 + 411 529

De treinen 1130 / 1132 werden verhuurd aan de Österreichische Bundesbahnen (ÖBB) en ingedeeld als Baureihe 4011 en kregen de nummers 1190 / 1192
- Tz1130:  411 030 + 411 130 + 411 230 + 411 830 + 411 730 + 411 630 + 411 530

tot en met
- Tz1132:  411 032 + 411 132 + 411 232 + 411 832 + 411 732 + 411 632 + 411 532

#### BR 411, 2e Serie
- Tz1151: 411 051 + 411 151 + 411 251 + 411 851 + 411 751 + 411 651 + 411 551

tot en met
- Tz1178: 411 078 + 411 178 + 411 278 + 411 878 + 411 778 + 411 678 + 411 578

In 2006 zijn de kopwagens van de tz1120-1124 gewisseld met de kopwagens van de tz1580-1584. Hierdoor werden de volgende samenstellingen verkregen:
- Tz1180: 411 080 + 411 180 + 411 280 + 411 880 + 411 780 + 411 680 + 411 580

tot en met
- Tz1184: 411 084 + 411 184 + 411 284 + 411 884 + 411 784 + 411 684 + 411 584

De vijfdelige treinen zijn als volgt samengesteld:

#### BR 415, 1e Serie
- Tz1501: 415 001 + 415 101 + 415 501 + 415 601 + 415 701

tot en met
- Tz1506: 415 006 + 415 106 + 415 506 + 415 606 + 415 706

- Tz1580:  415 080 + 415 180 + 415 580 + 415 680 + 415 780

tot en met
- Tz1584:  415 084 + 415 184 + 415 584 + 415 684 + 415 784

Na een ongeluk zijn de wagens van de tz1506 en tz1582 gebruikt om een "nieuwe" tz1506 en tz1582 te maken met de volgende samenstellingen:
- Tz1506: 415 006 + 415 182 + 415 506 + 415 682 + 415 782
- Tz1582: 415 082 + 415 106 + 415 582 + 415 606 + 415 706

In 2006 zijn de kopwagens van de tz1120-1124 gewisseld met de kopwagens van de tz1580-1584. Hierdoor werden de volgende samenstellingen verkregen:
- Tz1520: 415 020 + 415 180 + 415 580 + 415 680 + 415 780

tot en met
- Tz1524: 415 024 + 415 184 + 415 524 + 415 624 + 415 724

### ÖBB
De treinen zijn bij de Oostenrijkse spoorwegmaatschappij Österreichische Bundesbahnen (ÖBB) ingedeeld als Baureihe 4011

#### Nummers
De treinen 1130 / 1132 werden verhuurd aan de Österreichische Bundesbahnen, (ÖBB) ingedeeld als Baureihe 4011 en kregen de nummers 1190 / 1192
- Tz1190, (ex Tz1130): 4011 090 + 4011 190 + 4011 290 + 4011 890 + 4011 790 + 4011 690 + 4011 590
- Tz1192, (ex Tz1132): 4011 092 + 4011 192 + 4011 292 + 4011 892 + 4011 792 + 4011 692 + 4011 592

## Constructie en Techniek
Het treinstel is opgebouwd uit een aluminiumframe met luchtgeveerde draaistellen. Het treinstel is uitgerust met kantelbaktechniek. Door deze installatie is het mogelijk dat het rijtuig gaat kantelen en daardoor meer comfort in de bochten merkbaar is. Met deze treinen kon de bochtsnelheid met 10% tot 20% verhoogd worden.

### Kantelbaktechniek
In tegenstelling tot de kantelbaktechniek van Fiat zijn deze treinen uitgerust met een elektronisch geleide techniek, waarbij de hoeken van drie draaistellen gemeten worden. Bij de treinen zorgt een computer ervoor dat door een hydraulisch systeem de hoek van een bocht tot 8° wordt vergroot.

### Namen
De DB Fernverkehr heeft de volgende namen op de treinen geplaatst:
- Tz1101 - Neustadt Weinstraße
- Tz1102 - Neubrandenburg
- Tz1103 - Paderborn
- Tz1104 - Erfurt
- Tz1105 - Dresden
- Tz1107 - Pirna
- Tz1108 - Berlin
- Tz1109 - Güstrow
- Tz1110 - Naumburg
- Tz1111 - Wismar
- Tz1112 - Hamburg
- Tz1113 - Stralsund
- Tz1117 - Erlangen
- Tz1118 - Plauen
- Tz1119 - Meißen

- Tz1120 - Gotha
- Tz1121 - Homburg
- Tz1122 - Torgau
- Tz1123 - Greifswald
- Tz1124 - Rostock

- Tz1125 - Arnstadt
- Tz1126 - Leipzig
- Tz1127 - Weimar
- Tz1128 - Reutlingen
- Tz1129 - Kiel
- Tz1130 - Jena

- Tz1131 - Trier
- Tz1132 - Wittenberge
- Tz1180 - Darmstadt
- Tz1181 - Horb
- Tz1182 - Mainz
- Tz1183 - Oberursel
- Tz1184 - Kaiserslautern
- Tz1190 - Wien
- Tz1191 - Salzburg
- Tz1192 - Linz
- Tz1501 - Eisenach
- Tz1502 - Karlsruhe
- Tz1503 - Altenbeken
- Tz1504 - Heidelberg
- Tz1505 - Marburg
- Tz1506 - Kassel
- Tz1520 - Gotha
- Tz1521 - Homburg
- Tz1522 - Torgau
- Tz1523 - Greifswald
- Tz1524 - Rostock

- Tz1580 - Darmstadt
- Tz1581 - Horb
- Tz1582 - Mainz
- Tz1583 - Oberursel
- Tz1584 - Kaiserslautern

Opmerking: Tz1101 betekent dat het gaat om treinstel 411 x01 en Tz1501 betekent dat het gaat om treinstel 415 x01.

## Treindiensten

### DB
De treinstellen van de Baureihe 411 worden door de DB Fernverkehr ingezet op de volgende trajecten.
- Hamburg - Berlijn - Leipzig - Neurenberg - München
- Wiesbaden - Frankfurt - Leipzig - Dresden
- Dortmund - Keulen - Frankfurt am Main - Neurenberg - Passau - Linz - Wenen

De stellen zijn niet toegestaan op de NBS Köln - Rhein/Main tussen Keulen en Frankfurt en rijden daar over de linker Rheinstrecke.
De treinstellen van de Baureihe 415 rijden op alle trajecten mee als versterkingsstellen.
De treinen van de Baureihe 415 x8x werden, nu als 411 x8x door de Deutsche Bahn (DB) tot 21 maart 2010 ingezet op het volgende traject.
- (Frankfurt am Main) - Stuttgart - Singen (H) - Zürich

Deze treindienst wordt sinds 21 maart 2010 uitgevoerd met SBB rijtuigen van de serie Apm en Bpm. Hierbij worden de locomotieven in Singen (H) bij het kop maken gewisseld. De treinstellen zijn de versterkingsdienst in gegaan.

### ÖBB
De treinen van de Baureihe 411 x9x worden sinds december 2007 door de Österreichische Bundesbahnen (ÖBB) ingezet op het volgende traject.
- Dortmund - Keulen - Frankfurt - Wenen
- München - Wenen
- Wenen - Bregenz
- Wenen - Innsbruck